# Billy Edwards (cầu thủ bóng đá, sinh năm 1952)
William Edwards (sinh ngày 8 tháng 1 năm 1952) là một cựu cầu thủ bóng đá người Anh từng thi đấu ở Football League ở vị trí trung vệ, đáng chú ý nhất là cho Wimbledon.